# Carmen Juan Mas
Carmen Juan Mas (Crevillente, Bajo Vinalopó, ca. 1900 - Unión Soviética, siglo XX), más conocida como Carmen Juan, fue una miliciana y sindicalista española.

## Biografía
Militante del Partido Comunista, durante los meses previos a la Guerra Civil participó activamente en los mítines comunistas que tuvieron lugar en Elche. Fue, entre enero y mayo de 1936, la única mujer que encontramos representando el Partido Comunista. Iniciada la Guerra, fue una de las pocas milicianas ilicitanas que se incorporaron al frente de guerra, y luchó en Madrid junto a las socialistas Francisca Vázquez Gonzálvez y Clara Rodríguez Vicedo. Después de unas semanas en el frente, las obligaron a volver a la retaguardia a las tres, porque, como se decía en la prensa, tanto socialista como comunista, las mujeres tenían que trabajar en la retaguardia, pero no en los frentes de guerra. La única información sobre su actividad en la retaguardia fue haber participado en el Comité Local de Enlace entre el Partido Comunista y Partido Socialista, comité que en el caso de Elche no pasó de la retórica pura, porque el PSOE nunca aceptó la invitación reiterada de los comunistas ilicitanos para constituir el llamado Partido Único del Proletariado. Se marchó al exilio en el Stanbrook el 28 de marzo de 1939 desde el puerto de Alicante y, tras un tiempo en Orán, se fue a la Unión Soviética, donde murió.